# Georgina von Wilczek
Georgina von Wilczek (Georgina Norberta Johanna Franziska Antonie Marie Raphaela), kallad Gina, född 24 oktober 1921 i Graz i Steiermark, död 18 oktober 1989 i Grabs i kantonen Sankt Gallen, var furstinna av Liechtenstein 1943–1989. Hon var gift med furst Frans Josef II av Liechtenstein från den 7 mars 1943 fram till sin död. 

## Biografi
Hon var dotter till den österrikiske greven Ferdinand von Wilczek och Norbertine Kinsky von Wchinitz und Tettau. 
Georgina von Wilczek förlovade sig med Frans Josef II av Liechtenstein år 1942 och gifte sig med honom vid stationen Schaan i Liechtenstein 1943; parets bröllop var första gången en av Liechtensteins monarker gift sig inom landet. 
Under andra världskriget engagerade hon sig för krigsfångar och tvångsarbetare. Hon grundade Röda Korset i Liechtenstein 22 april 1945 och var dess ordförande fram till 1984.  

## Barn
1. Hans Adam II, född 14 februari 1945
2. Philipp, född 19 augusti 1946
3. Nikolaus, född 24 oktober 1947
4. Nora, född 31 oktober 1950
5. Wenzel, född 19 november 1962, död 28 februari 1991.